# Fasciculipora pacifica
Fasciculipora pacifica är en mossdjursart som beskrevs av Osburn 1953. Fasciculipora pacifica ingår i släktet Fasciculipora och familjen Frondiporidae. Inga underarter finns listade i Catalogue of Life.